# یواس‌اس یوکان (ای‌اف-۹)
یواس‌اس یوکان (ای‌اف-۹) (به انگلیسی: USS Yukon (AF-9)) یک کشتی بود که طول آن ۴۱۶ فوت ۱۰ اینچ (۱۲۷٫۰۵ متر) بود.